# Metacatharsius pernitidus
Metacatharsius pernitidus là một loài bọ cánh cứng trong họ Bọ hung (Scarabaeidae).